# Sankt Peter am Kammersberg
Sankt Peter am Kammersberg è un comune austriaco di 2 087 abitanti nel distretto di Murau, in Stiria; ha lo status di comune mercato (Marktgemeinde).